# Tinzenhorn
Tinzenhorn är ett berg i Schweiz.   Det ligger i regionen Albula och kantonen Graubünden, i den östra delen av landet, 170 km öster om huvudstaden Bern. Toppen på Tinzenhorn är 3 173 meter över havet, eller 504 meter över den omgivande terrängen. Bredden vid basen är 5,0 km.
Terrängen runt Tinzenhorn är bergig åt nordväst, men åt sydost är den kuperad. Närmaste större samhälle är St. Moritz, 18,0 km sydost om Tinzenhorn. 
Trakten runt Tinzenhorn består i huvudsak av gräsmarker. Runt Tinzenhorn är det glesbefolkat, med 15 invånare per kvadratkilometer.